# Iso Palosaari (ö i Finland, Päijänne-Tavastland, Lahtis, lat 61,37, long 25,98)
Iso Palosaari är en ö i Finland. Den ligger i sjön Ylimmäinen och i kommunen Sysmä i den ekonomiska regionen  Lahtis ekonomiska region  och landskapet Päijänne-Tavastland, i den södra delen av landet, 140 km norr om huvudstaden Helsingfors. Öns area är 5,5 hektar och dess största längd är 340 meter i öst-västlig riktning.